# Oleg din Novgorod

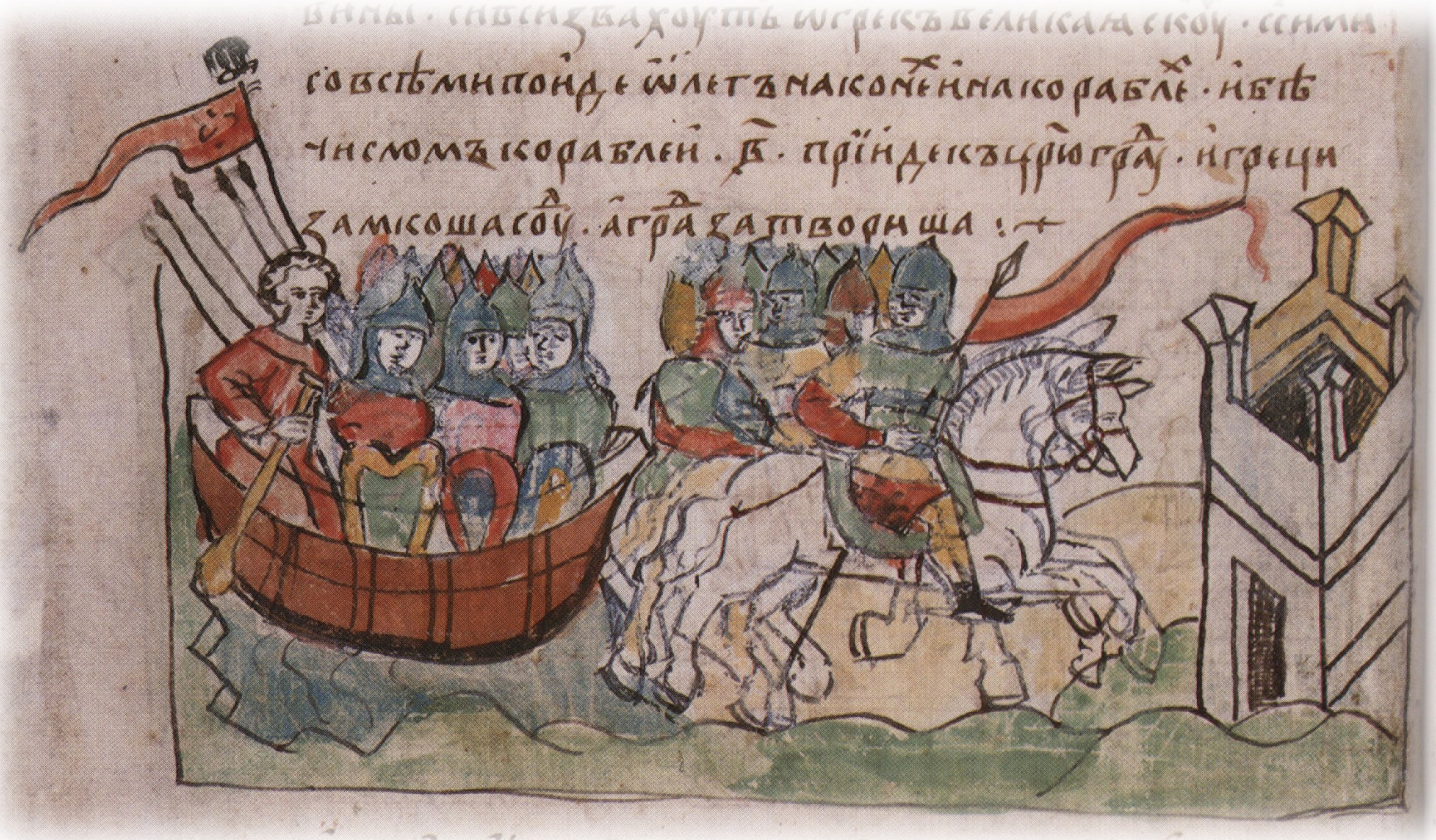
Un Asediu Vareg al Constantinopolului în 911, sub conducerea lui Oleg din Novgorod

Oleg din Novgorod, cunoscut și ca Oleg cel Înțelept (în slavonă Олег, în nordică veche: Helgi, în limba hazarilor: Helgu; n. 845 d.Hr., Suedia – d. 912 d.Hr., Kiev, Rusia Kieveană) a fost un prinț vareg (sau konung), care a domnit peste tot sau o parte a poporului Rus' la începutul secolului al X-lea.
Despre el se spune că ar fi cel care a mutat capitala rusilor de la Novgorod la Kiev și, prin urmare, el a pus bazele puternicului stat Rusia Kieveană. El a lansat, de asemenea, cel puțin un atac împotriva Constantinopolului, capitala Imperiului Bizantin. Potrivit unei cronici est-slavică, Oleg a fost domnitorul suprem al rusilor între 882 - 912.
Rusia Kieveană a fost fondată pe la anul 880. În următorii 35 de ani, Oleg și războinicii săi au subjugat diversele triburi slave și finice. În 907, Oleg a condus un atac împotriva Constantinopolelui, iar în 911 a semnat un tratat comercial cu Imperiul Bizantin pe picior de egalitate. Noul stat kievean a prosperat pentru că avea controlul asupra drumului comercial care lega Marea Baltică de Marea Neagră și Orient și pentru că avea mari rezerve de blănuri, ceară de albine și miere pentru export.
1. ↑  Cronica vremurilor trecute
2. ↑  Letopisețul Novgorodului
3. ↑  Ioachim Chronicle[*] Verificați valoarea |titlelink= (ajutor)
4. ↑  Czech National Authority Database, accesat în 7 septembrie 2021